# Ястреб (фильм)
Ястреб (фр. L'épervier) — чёрно-белый французский кинофильм-драма 1933 года, поставленный Марселем Л’Эрбье с участием актёров Шарля Буайе и Натали Палей (дебют в кино). В основу сценария ленты положена пьеса французского писателя Франсиса де Круассе.

## Сюжет
Граф Жорж де Дасетта и его супруга Марина ведут шикарную и внешне добропорядочную жизнь, на самом же деле они — авантюристы и карточные шулера. Марина под влиянием влюблённого в неё дипломата Рене де Тьерраша начинает тяготиться существованием, построенном на обмане и преступлениях, и в конце концов уходит от мужа к Рене. Через некоторое время Марина снова встречается с мужем — он опустился и к тому же серьёзно болен. Дасетта сообщает жене, что отказался от прежней жизни — ведь он шёл на обман только из любви к ней, стремясь дать ей всё самое лучшее. Охваченная жалостью, Марина возвращается к мужу.